# Fretum
En astrogeologia, fretum (plural freta, abr. FT) és una paraula llatina que significa «estret» que la Unió Astronòmica Internacional (UAI) utilitza per indicar una característica superficial de petita grandària i que connecta dues àrees principals que contenen líquids.
Les úniques estructures oficialment classificades com freta s'han identificat a Tità, on connecten els llacs i els mars d'hidrocarburs de la superfície.
La paraula fretum també apareix en el nomenament de dues característiques d'albedo a Mart: Nereidum Fretum i Pandorae Fretum.

## Freta de Tità
| Fretum         | Coordenades                            | Diàmetre (km) | Epònim                                                                     | Ref.  |
| -------------- | -------------------------------------- | ------------- | -------------------------------------------------------------------------- | ----- |
| Bayta Fretum   | 73° 00′ N, 311° 12′ O / 73.0°N,311.2°O | 165           | Bayta Darell, personatge fictici a la sèrie de La Fundació d'Isaac Asimov  | WGPSN |
| Hardin Fretum  | 57° 18′ N, 317° 48′ O / 57.3°N,317.8°O | 246           | Salvor Hardin, personatge fictici a la sèrie de La Fundació d'Isaac Asimov | WGPSN |
| Seldon Fretum  | 66° 00′ N, 316° 36′ O / 66.0°N,316.6°O | 67            | Hari Seldon, personatge fictici a la sèrie de La Fundació d'Isaac Asimov   | WGPSN |
| Trevize Fretum | 74° 24′ N, 269° 54′ O / 74.4°N,269.9°O | 173           | Golan Trevize, personatge fictici a la sèrie de La Fundació d'Isaac Asimov | WGPSN |

## Freta de Mart
| Fretum          | Coordenades                             | Diàmetre (km) | Epònim                                         | Ref.  |
| --------------- | --------------------------------------- | ------------- | ---------------------------------------------- | ----- |
| Nereidum Fretum | 44° 40′ S, 305° 00′ E / 44.66°S,305.0°E | 0             | Nereides, nimfes marines de la mitologia grega | WGPSN |
| Pandorae Fretum | 24° 44′ S, 44° 54′ E / 24.74°S,44.9°E   | 0             | Pandora, personatge de la mitologia grega      | WGPSN |